# NoisyCell
NoisyCell（ノイジーセル）は、日本のロックバンド。レーベルおよび事務所は無所属。
2014年にバップからメジャーデビュー。エモーショナルなボーカルとシャウト、ラウドとデジタルが融合されたサウンドが特徴。2019年にバップを抜け、無所属(NC Record名義)で活動していた。
2020年11月30日に活動休止を発表。その後ラストライブをもって2025年2月8日に解散することを発表した。

## 概要
高校の軽音楽部のコピーバンドを母体としRyosukeとRyoの2人で結成。当初はボーカロイド等を使いネットに作品をアップする活動を中心にしていたが、Kiyoshiの加入により都内を中心にライブ活動を始める。
その後、Kiyoshiの脱退により様々なサポートメンバーが関わったのち、KiaraとTatsuyaが加入して現体制となる。
2019年6月25日にYouTube公式アカウントを開設した。アコースティックカバーやライブクリップ、11月27日にデジタル配信・会場限定盤をリリースした「8.」の10曲を全曲配信した。
「NCRadio」と題し第一土曜日の夜8時からライブ配信などを行っていた(解散発表後はメンバーがリリースしたアルバムごとに出来事を振り返る形のラジオが計8本投稿された)。
また、2019年12月23日に渋谷JUMPで行われたアコースティックライブを生配信した。
「NCRadio」では視聴者から送られたリクエスト曲をRyosukeとRyoがそれぞれ1曲ずつ選び、アコースティックカバーを披露していた。
リクエスト曲が選ばれると、特製オリジナルステッカーを貰うことができた。
2020年11月30日、新型コロナウイルスによる社会情勢や活動の自粛を理由に、NoisyCellとしての活動を休止することを公式Twitterで発表した。
その後NoisyCellとしての発表は長らく行われていなかったが、2024年10月20日にX(旧Twitter)にて2025年2月8日にリバイバル/ファイナルと銘打ったラストライブ「Voyage」の開催をもって解散することを発表した。

## 略歴
- 2011年
  - 2011年4月1日結成。
  - ニコニコ動画にてボカロ作品の投稿を始める。
- 2013年
  - Kiyoshi加入。ライブ活動を始める。
- 2014年
  - 7月6日、バップからのメジャーデビューを発表。
  - 8月13日、メジャー1stミニアルバム「Your Hands」をタワーレコード限定で発売。
- 2015年
  - 3月11日、シングル「Last Theater」を限定配信。
  - 7月1日、1stアルバム「Sources」を発売。
- 2016年、
  - 3月12日、Kiyoshi脱退[2]。
  - 8月26日、サポートメンバーのKiaraとTatsuyaが正式加入[3]。
  - 10月19日、2ndミニアルバム「Colors」発売
- 2017年
  - 6月21日、3rdミニアルバム「Pieces」発売
- 2018年
  - 7月25日、2ndフルアルバム｢Wolves」発売
- 2019年
  - 2月27日、4thミニアルバム｢Focus」発売
- 2019年
  - 11月27日、3rdフルアルバム｢8.」発売
- 2020年
  - 11月30日、活動休止を発表。
- 2024年
  - 10月20日、リバイバル/ファイナルライブ「Voyage」の開催とNoisyCellの解散を発表。
- 2025年
  - 2月8日、代官山UNITにて「Voyage」を開催、NoisyCellとしての活動を終了。
  - 5月13日、Kiaraが死去。

## メンバー
- Ryosuke -ボーカル、ギター

他アーティストへの作詞提供や公式LINEblog(現在閉鎖)、noteなどでは本名の「川島亮祐」(一部では「Ryosuke from NoisyCell」)の名義で活動している。
- Ryo -ギター、スクリーム、プログラミング

他アーティストへの作曲・編曲提供などでは、「サクマリョウ」及び「SAKUMARYO」の名義で活動している。
- Kiara -ベース

2016年8月26日正式加入。
- Tatsuya-ドラム

2016年8月26日正式加入。

### 元メンバー
- Kiyoshi -ドラム

2013年加入、2016年3月12日脱退。
- Chiharu -ベース

詳細不明。未発表初期アルバムAcrossに記載。

## 楽曲提供(川島亮祐/サクマリョウ)
- 大平峻也
  - Cage（作詞:川島亮祐、作曲・編曲:サクマリョウ）
  - Hello World（作詞:川島亮祐、作曲・編曲:サクマリョウ）
- 田村ゆかり
  - Tremolo Mellow（作詞:川島亮祐、作曲・編曲:サクマリョウ）
  - 花火（作詞:川島亮祐、作曲・編曲:サクマリョウ）
  - ケセラセラ（作詞:川島亮祐、作曲・編曲:サクマリョウ）
  - わすれもの（作詞:川島亮祐、作曲・編曲:サクマリョウ）
  - Moonhole（作詞:川島亮祐、作曲・編曲:サクマリョウ）
  - Sunny Spot（作詞:川島亮祐、作曲・編曲:サクマリョウ）
  - Fanfare（作詞:川島亮祐、作曲・編曲:サクマリョウ）
  - null（作詞:川島亮祐、作曲・編曲:サクマリョウ）
  - スーパーノヴァ（作詞:川島亮祐、作曲・編曲:サクマリョウ）
  - 逆蜻蛉（作詞:川島亮祐、作曲・編曲:サクマリョウ）
  - 夢のあと（作詞:川島亮祐、作曲・編曲:サクマリョウ）
  - ワームホール・バスストップ（作詞:川島亮祐、作曲・編曲:サクマリョウ）
  - 金魚（作詞:川島亮祐、作曲・編曲:サクマリョウ）
  - Vanilla Lover（作詞:川島亮祐、作曲・編曲:サクマリョウ）
  - トーキョーキャンディーガール（作詞:川島亮祐、作曲・編曲:サクマリョウ）
  - 君の街まで（作詞:川島亮祐、作曲・編曲:サクマリョウ）
  - キネマ（作詞:川島亮祐、作曲・編曲:前口ワタル）
  - Play!（作詞:川島亮祐、作曲・編曲:サクマリョウ）
- 祭nine.
  - ROOTS（作詞:YUMIKO・川島亮祐、作曲・編曲:サクマリョウ）
- 東京サイコパス
  - ダメ、ゼッタイ、現実逃避（編曲:サクマリョウ）
  - Welcome to Hell（編曲:サクマリョウ）
  - 前略、メンヘラ様（編曲:サクマリョウ）
  - いいねパラサイト（編曲:サクマリョウ）
  - I'm a クズ人間（編曲:サクマリョウ）
  - サイコノスタルジー（作曲・編曲:サクマリョウ）
- 上田堪大
  - Ripple（作詞:川島亮祐、作曲・編曲:サクマリョウ）
- Natumi.
  - ラストノート（作曲・編曲:サクマリョウ）
- 國神錬介(小野友樹)、千切豹馬(斉藤壮馬)、御影玲王(内田雄馬)[アニメブルーロックキャラクターソング]
  - ゼロ（作詞:川島亮祐・サクマリョウ、作曲・編曲:サクマリョウ）
- Little Lilith
  - Thanatophobia（作曲:サクマリョウ）
  - Graffiti（作曲:サクマリョウ）
  - Lullaby（作曲・編曲:サクマリョウ）
  - The Ghost（作曲・編曲:サクマリョウ）
  - Double Suicide（作曲・編曲:サクマリョウ）
  - STRIKE（作曲:サクマリョウ）
- 岡田奈々
  - TAKOYAKI ROCK（作曲・編曲:サクマリョウ）
- みらくらぱーく!
  - マハラジャンボリー（作曲・編曲:サクマリョウ）
- Aぇ! group
  - 《A》BEGINNING（作詞:川島亮祐、作曲:RYOSAKUMA、編曲:RYOSAKUMA・大西省吾）
  - 純情パスファインダー（作詞:川島亮祐、作曲・編曲:サクマリョウ）
  - +You（作詞:川島亮祐、作曲・編曲:サクマリョウ）
  - ネオンライト（作詞:川島亮祐、作曲・編曲:サクマリョウ）
  - アエテオドル（作詞・作曲:ヒゲドライバー、編曲:サクマリョウ）
  - ROCK'NPOP（作詞:川島亮祐、作曲:、編曲:サクマリョウ）
- 来栖りん
  - Wanted！（作曲・編曲:サクマリョウ）

## タイアップ
| 年     | 曲名         | タイアップ                                                                                               | 収録作品       |
| ------ | ------------ | --- | -------------- |
| 2014年 | Innocence    | 日本テレビ系列テレビアニメ「ばらかもん」エンディングテーマ                                               | 「Your Hands」 |
| 2015年 | Last Theater | 日本テレビ系列テレビアニメ「デス・パレード」エンディングテーマ                                           | 「Sources」    |
| 2018年 | Letter       | TBS系テレビ「SUPER SOCCER」2018年2・3月度エンディングテーマ                                              | Wolves         |
| 2018年 | 時間飛行     | TBS系テレビ「イベントGO!」4月度オープニングテーマ                                                        | Wolves         |
| 2018年 | 虹霓         | テレビ東京系列「勇者ああああ ～ゲーム知識ゼロでもなんとなく見られるゲーム番組～」7月度エンディングテーマ | Wolves         |
| 2018年 | 狂言回し     | 日本テレビ系列テレビアニメ「中間管理録トネガワ」第2クールエンディングテーマ                              | Focus          |

## 主なライブ

### 出演イベント
- 2014年02月02日 - Good Is Not Good Enough Tour 2014
- 2014年11月25日 - Hoobastank JAPAN TOUR 2014 大阪公演
- 2014年11月28日・29日 - THE STARBEMS VANISHING CITY TOUR 2014
- 2014年12月31日 - FUCKIN’ ON JAPAN FES 1415
- 2015年01月29日 - Ten Hundred Miles Tour 2015 東京公演
- 2015年03月01日 - ALL OFF PRESENTS 「UNIGHT!」
- 2015年03月07日・22日・27日・29日・ - a crowd of rebellion「♯acor "The Crow" tour～黒光り伝説!新生活応援の旅～」
- 2015年03月14日 - HAPPY JACK 2015
- 2015年03月15日 - TENJIN ONTAQ 天神音たく
- 2015年03月21日 - SANUKI ROCK COLOSSEUM 2015
- 2015年06月07日 - SAKAE SP-RING 2015
- 2015年08月04日・6日・7日・10日・12日・15日 - ヒステリックパニック オトナとオモチャでアソボウゼー!!TOUR 2015
- 2015年08月22日 - TREASURE05X 2015 ～a great faith～ ～burning diamonds～
- 2015年08月29日 - SALTY DOG Presents "YGGDRASiL ANTHEM"レコ発ツアー大阪編
- 2015年09月24日 - ARTEMA Dance or Die Tour 2015
- 2015年10月04日 - FIVE NEW OLD "LISLE'S NEON TOUR"
- 2015年10月18日 - LOUD TRIBE 2015
- 2015年11月03日 - a crowd of rebellion "Daphne tour"～激烈神話! エロスの全国大暴走編～
- 2015年11月13日・14日 - FABLED NUMBER E.P "FIRE"release tour 2015
- 2015年11月21日 - OZZFEST Japan 2015
- 2015年11月27日 - "BonVoyage" release EVENT the Ardbeg presents "KILL YOUR IDOL"
- 2015年12月31日 - FUCKIN’ ON JAPAN FES 1516
- 2016年01月16日 - Feel Your Blaze 2016
- 2016年01月22日 - ROACH New Album 【ROACH】 Release Tour FINAL SERIES～2MAN SHOW!!～
- 2016年02月06日 - でらロックフェスティバル 2016
- 2016年03月12日 - TENJIN ONTAQ 2016
- 2016年03月26日・27日 - ANGRY FROG REBIRTH 「Wrapping of life Tour」
- 2016年04月30日 - ANGRY FROG REBIRTH presents「UNDER THE DEAD Vol.6」
- 2016年05月05日 - ARTEMA「FINAL TOUR "LASTEMA ～らす☆てま～"」
- 2016年06月18日 - 夢チカLIVE VOL.112
- 2016年07月18日 - AGAIN:ST 2016
- 2016年07月20日 - ANGRY FROG REBIRTH presents Undeveloped 5 Land Tour
- 2016年09月25日 - FULL POWER TOUR 交流戦
- 2016年10月01日・2日・11月26日・27日・12月7日 - ALL OFF presents - NEW HORIZON TOUR -
- 2016年10月29日・12月2日・2017年1月18日・19日・2月18日・19日 - FIXED TOUR 2016-2017
- 2016年11月13日 - EASTSIDEROCKERZ pre PUNK AROUND THE WORLD VOL.73
- 2016年12月11日 - RIGEL pre.「shout at knock it down! vol.13」
- 2016年12月31日 - FUCKIN' ON JAPAN FES 1617
- 2017年04月02日 - wrong city presents Breath for someone TOUR 2017 FINAL
- 2017年06月28日 - LIVEHOLIC 2nd Anniversary series Vol.19
- 2017年07月09日 - PUNK AROUND THE WORLD VOL.84
- 2017年07月28日・31日 - FEELFLIP「Recording Now!!! Release Tour "Playing Now!!!"」
- 2017年08月26日 - OKUAIZU ROCK FESTIVAL 2017
- 2017年09月02日 - 眩暈SIREN「ジェンガ TOUR 2017」
- 2017年09月15日・21日・22日・24日・10月4日・5日・6日・13日・14日・19日 - Survive Said The Prophet「WABI SABI TOUR 2017」
- 2017年11月11日 - BUMP ON da STYLE vol.33
- 2017年11月17日 - MELLOWSHiP「NUMBER TOUR 2017-2018」
- 2017年12月15日・18日・19日 - Another Story「Yours Truly Tour ～Prologue～」
- 2018年06月01日 - BEFORE SP-RING 2018
- 2018年06月02日 - SAKAE SP-RING 2018
- 2018年06月14日 - LIVEHOLIC presents LIVEHOLIC 3rdAnniversary series
- 2018年10月07日 - MINAMI WHEEL 2018
- 2018年11月10日 - ROOKiEZ is PUNK'D pre BUMP ON da STYLE vol.34
- 2018年11月11日 - ROOKiEZ is PUNK'D pre BUMP ON da STYLE vol.35
- 2018年11月17日 - ROOKiEZ is PUNK'D pre BUMP ON da STYLE vol.36
- 2018年12月20日・21日 - Half time Old『真夜中の失踪に聡明と音楽』
- 2018年12月23日 - Turning Point 2018
- 2019年02月01日・9日 - ROOKiEZ is PUNK'D World Tour 2018-2019
- 2019年02月03日 - でらロックフェスティバル 2019
- 2019年02月07日 - vivid undress presents PROGRESS PROGRAM Vol.17 - 4th mini album『赤裸々』release tour -
- 2019年02月13日 - Azami "LEAP" Release Tour 2019
- 2019年02月16日 - BOMBER-E LIVE CIRCUIT 2019
- 2019年03月16日 - TENJIN ONTAQ 2019
- 2019年03月21日 - LIVE POPCORN OSAKA
- 2019年03月23日 - HIROSHIMA MUSIC STADIUM -ハルバン'19-
TOWER RECORDS広島店(14:20-)とSUMATORA TIGER(18:25-)の2箇所で演奏。
- 2019年03月24日 - SANUKI ROCK COLOSSEUM 2019 -MONSTER baSH × I RADIO786-
- 2019年06月02日 - SAKAE SP-RING 2019
- 2019年08月28日 - Breathing Booost主催 「Give A Booost Vol.05」
- 2019年09月09日 - あいくれ「Oneself革命ツアー2019～裏ファイナルシリーズ大阪編～」
- 2019年09月14日 - TOKYO CALLING 2019
- 2019年09月19日 - THE SIXTH LIE LIVE TOUR 2019 "ONE-WAY"-2nd Single 「Shadow is the Light」Release tour-
- 2019年10月24日・26日 - Sunrise In My Attache Case Fireworks Tour 2019
- 2019年11月16日 - DAIGOFEST vol.12
- 2020年02月02日 - でらロックフェスティバル2020
- 2020年02月03日 - ALOHA TOUR
- 2020年02月16日 - 薊の花も一盛り
- 2020年03月14日 - TENJIN ONTAQ 2020
- 2020年03月??日 - HIROSHIMA MUSIC STADIUM -ハルバン'20-
- 2020年03月??日 - SANUKI ROCK COLOSSEUM 2020 -MONSTER baSH × I RADIO786-